# جکسون‌ویل (شهرستان له‌های، پنسیلوانیا)
جکسون‌ویل (به انگلیسی: Jacksonville) یک منطقهٔ مسکونی در ایالات متحده آمریکا است که در Lynn Township واقع شده‌است. جکسون‌ویل ۸۶۵٬۳۱۰ نفر جمعیت دارد و ۱۵۷٫۸۹ متر بالاتر از سطح دریا واقع شده‌است.